# بورتلز (ألبوم موسيقي)
بورتلز (بالإنجليزية: Portals) هو ثالث ألبوم موسيقي للمغنية الأمريكية ميلاني مارتنيز الذي صدر في 31 مارس 2023 من قبل شركة التسجيلات أتلانتيك.
صدر عن الألبوم ثلاث أغنيات منفردة: " الموت Death "، و" الفراغ VOID"، و"الشر EVIL "، إحتلت الأغنيتان الأوليتان أول ظهور لها على قائمة بيلبورد هوت 100 ، حيث وصلتا إلى المركزين 95 و61 على التوالي . كما احتل الألبوم المركز الثاني على قائمة بيلبورد 200 الأمريكية ، بمبيعات بلغت 142,000 نسخة في الأسبوع الأول، ليصبح أعلى ألبوم لها تصنيفًا هناك.

## قائمة أغاني الألبوم
| الأغنية                | المدة | الكاتب                                              | المنتج                                                   |
| ---------------------- | ----- | --------------------------------------------------- | -------------------------------------------------------- |
| "Death"                | 5:06  | ميلاني مارتنيز                                      | ميلاني مارتنيز - سي جي باران                             |
| "Void"                 | 4:07  | ميلاني مارتنيز                                      | ميلاني مارتنيز                                           |
| "Tunnel Vision"        | 4:44  | ميلاني مارتنيز - وان لوف - جيريمي دوسوليت           | وان لوف - سي جي باران                                    |
| "Faerie Soirée"        | 2:43  | ميلاني مارتينيز - جون هوسكينز- جلين جارث - فيل جارث | ميلاني مارتينيز - جون هوسكينز- سي جي باران - ذا توني ثري |
| "Light Shower"         | 4:27  | ميلاني مارتنيز                                      | ميلاني مارتنيز                                           |
| "Spider Web"           | 3:03  | ميلاني مارتنيز                                      | سي جي باران                                              |
| "Leeches"              | 3:20  | ميلاني مارتينز - سايمون روزن                        | سي جي باران - سايمون ساز                                 |
| "Battle of the Larynx" | 5:28  | ميلاني مارتنيز                                      | سي جي باران                                              |
| "The Contortionist"    | 3:20  | ميلاني مارتينز - سي جي باران                        | سي جي باران                                              |
| "Moon Cycle"           | 2:32  | ميلاني مارتينز - سي جي باران - جاريد شارف           | سي جي باران - بوريل لاين                                 |
| "Nymphology"           | 5:06  | ميلاني مارتينز - سي جي باران - نيك لونج             | سي جي باران - جاستن جرينوود                              |
| "Evil"                 | 4:06  | ميلاني مارتينز - سي جي باران                        | سي جي باران                                              |
| "Womb"                 | 3:31  | ميلاني مارتينز - أومر فيدي                          | سي جي باران                                              |

## قائمة المراجع
1. ↑  Mier, Tomás (22 Feb 2023). "Melanie Martinez Transforms Into a Pink Creature for New Album 'Portals'". Rolling Stone (بالإنجليزية الأمريكية). Archived from the original on 2025-06-18. Retrieved 2025-05-12.
2. ↑  "Portals (Melanie Martinez album)". Wikipedia (بالإنجليزية). 23 Apr 2025. Archived from the original on 2025-04-15.
3. ↑  "PORTALS (Deluxe) by Melanie Martinez". Genius (بالإنجليزية). Archived from the original on 2025-05-31. Retrieved 2025-05-12.

## وصلات خارجية
- بورتلز على موقع أول موفي (الإنجليزية)
- بورتلز على قاعدة بيانات ديسكوغز (الإنجليزية)
- بورتلز على موسوعة ميوزيك برينز (MBRG).